# Discula brenckleana
Discula brenckleana är en svampart som först beskrevs av Sacc., Syd. & P. Syd., och fick sitt nu gällande namn av Franz Petrak 1924. Discula brenckleana ingår i släktet Discula och familjen Gnomoniaceae.   Inga underarter finns listade i Catalogue of Life.